# The Wine Group
The Wine Group er en amerikansk vinvirksomhed, som blev etableret i 1981 i Livermore, Californien.
Deres vinmærker inkluderer Franzia, Cupcake Vineyards, Benziger Family Winery, Chloe Wine Collection, 7 Deadly Wines, Imagery Estate Winery, Concannon Vineyard og Almaden Vineyards. I 2018 producerede de 53 mio. vinkasser.